# Ligue de Cambrai
Cet article court présente un sujet plus développé dans : Guerre de la Ligue de Cambrai.
Pour les articles homonymes, voir Ligue.
La ligue de Cambrai est une coalition militaire, conséquence du traité de Cambrai du 10 décembre 1508, regroupant Louis XII, l'empereur Maximilien et Ferdinand II d'Aragon, contre la république de Venise destinée à lui enlever certains territoires. Le pape Jules II y adhéra en mars 1509. 

## Objectif
Dirigée contre Venise elle regroupe la Papauté qui veut récupérer quelques places de Romagne que Venise a occupées en 1504, la France, qui veut récupérer quelques places vénitiennes en Lombardie et le Saint-Empire, qui veut récupérer quelques places dans le Frioul.

## Déroulement
La ligue ouvre les hostilités le 1er avril 1509. Les Vénitiens sont défaits à Agnadel le 14 mai 1509 par les Français, grâce à l'audace du chevalier Bayard. En 1510, inquiet des progrès de Louis XII, le pape Jules II se rallie à Venise et s'engage militairement à ses côtés. Le 4 octobre 1511, il constitue la Sainte Ligue (italienne) contre la France à laquelle adhère Henri VIII le 13 novembre 1511.

## Pour approfondir